# Doria (rivière)
Pour l’article homonyme, voir Doria.
La Doria, orthographiée plus rarement Doriaz, est un cours d'eau situé en France dans le département de la Savoie en région Auvergne-Rhône-Alpes et un affluent droit de la Leysse, donc un sous-affluent du Rhône par le canal de Savières et le lac du Bourget.

## Situation

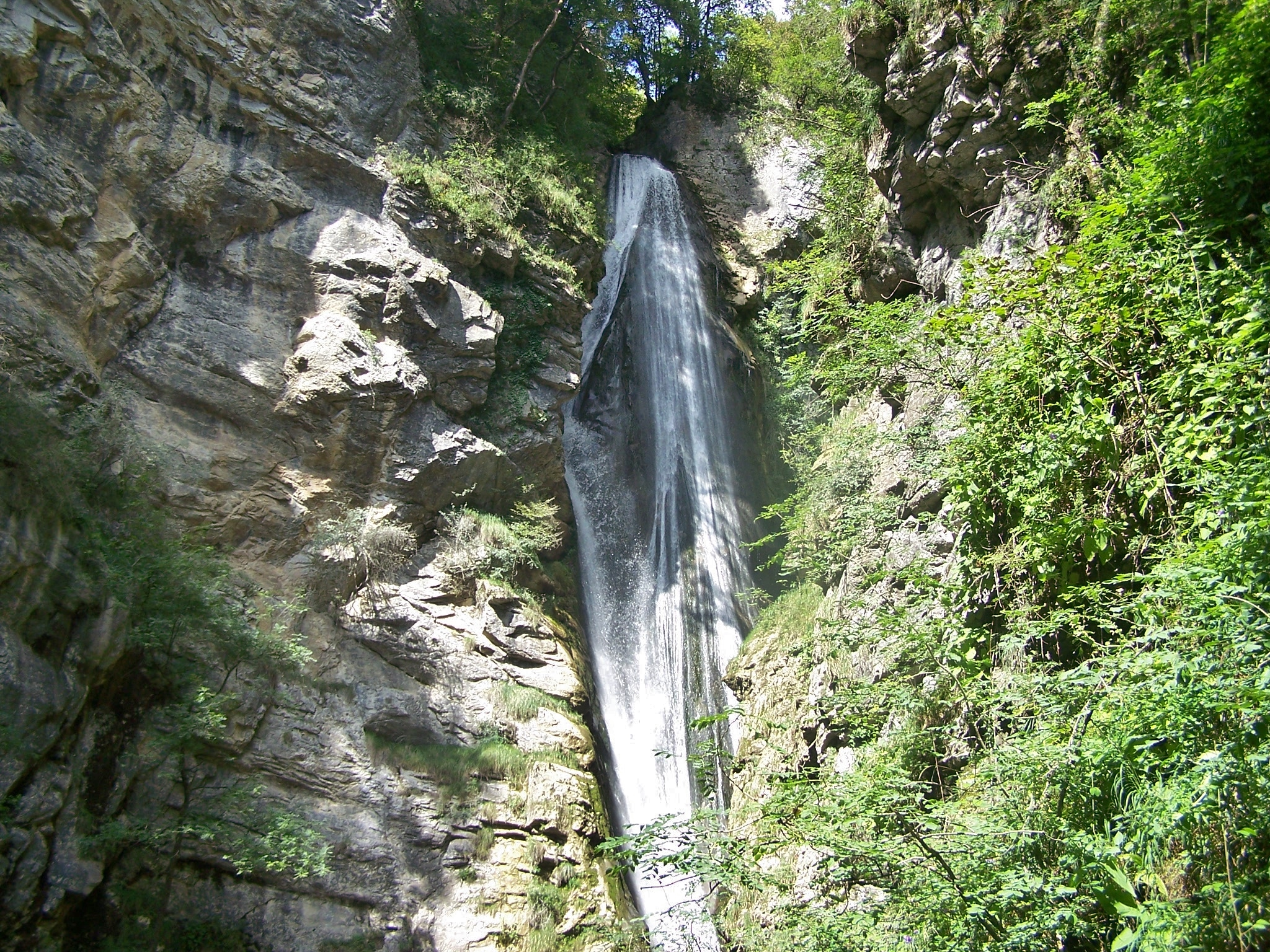
La cascade de la Doria à proximité de l'arboretum de Saint-Jean-d'Arvey.

La Doria est un torrent de 3,5 km de longueur situé près de Chambéry dans le département de la Savoie en France. Il prend sa source au sud-est du mont Nivolet dans le massif des Bauges sur la commune de Saint-Jean-d'Arvey et conflue dans la Leysse à son entrée dans la commune de Saint-Alban-Leysse. La Leysse se jetant elle-même dans le lac du Bourget, la Doria contribue ainsi à l'alimentation en eau du plus grand lac d'origine glaciaire de France.
Le parcours de la Doria s'effectue entre le Nivolet et le mont Peney, ce qui rend son parcours relativement encaissé. Son dénivelé est également important et le torrent compte plusieurs cascades. Il marque par ailleurs sur la dernière moitié de son parcours la limite administrative entre les communes de Saint-Jean-d'Arvey et Saint-Alban-Leysse.
À Saint-Jean-d'Arvey, la Doria traverse une ancienne parcelle du domaine de château de Chaffardon, rachetée par la commune et aujourd'hui reconvertie en arboretum. La traversée se fait en aval d'une cascade appelée « cascade de la Doria » et observable en suivant les sentiers de l’arboretum.

### Communes et cantons traversés
Dans le seul département de la Savoie, la Doria traverse deux communes et un seul canton :
- dans le sens amont vers aval : Saint-Jean-d'Arvey (source), Saint-Alban-Leysse (confluence)

Soit en termes de cantons, La Doria prend source et conflue dans le même canton de Saint-Alban-Leysse, dans l'arrondissement de Chambéry.

### Bassin versant
Le bassin versant de la Doria est de 6,6 km2.

## Affluent
La Doria n'a pas d'affluent référencé. 

### Rang de Strahler
Le rang de Strahler est donc de un.

## Activités humaines
Sur le parcours du torrent subsistent aujourd'hui les ruines d'une centrale hydroélectrique et d'une papeterie.
La première, nommée « centrale hydroélectrique de la Doria », se situe en contrebas de l’arboretum en aval de la cascade. Sa construction remonte à la période de « course à la houille blanche » dans les Alpes. Construite par la société Force et Lumière à partir de 1921 et mise en service en 1923, la centrale était équipée de 2 turbo-alternateurs de 50 chevaux qui produisaient un courant électrique de 220 volts triphasé. En 1934, la centrale devient propriété de la Société des Forces Motrices du Haut-Grésivaudan, qui arrêtera alors la centrale en raison d'un trop grand nombre de dysfonctionnements comme le gel ou l'obstruction par les feuilles des arbres de la dense forêt environnante.
La seconde est la papeterie de Leysse. Elle est dirigée de 1785 à 1844 par les « maîtres-papetiers Aussedat », en l'occurrence Augustin I et Augustin II. Ce dernier se retrouve forcé en 1844 de vendre l'usine à Guillaume Forest, ancien sénateur sarde, en raison de difficultés financières, qui lui-même la laissera à ses deux fils en 1854. En 1913, la Doria est propriété communale et la papeterie de Leysse a la jouissance du cours.